# Maxime Piaggio
Maxime Edouard Gaëtan Piaggio (* 22. August 1878 in Croissy-sur-Seine; † 6. Februar 1909 in Clarens, Schweiz) war ein französischer Ruderer.

## Biografie
Maxime Piaggio startete bei den Olympischen Sommerspielen 1900 in Paris in der Einer-Regatta. Dort schied er als Dritter seines Viertelfinallaufs aus.